# بذيريات جيرية
البذيريات الجيرية (الاسم العلمي: Coccolithales) هي رتبة من الأسناخ الصبغية تتبع طائفة البذيرات الجيرية من شعبة لمسيات النبت.

## فصائل
- البذيرية الجيرية